# Station Sauheid
Station Sauheid is een voormalige spoorweghalte langs spoorlijn 43 in de vallei van de Ourthe tussen Tilff en Luik.

## Aantal instappende reizigers
De grafiek en tabel geven het gemiddeld aantal instappende reizigers weer op een week-, zater- en zondag.
| Tabel: aantal instappende reizigers station Sauheid | Tabel: aantal instappende reizigers station Sauheid | Tabel: aantal instappende reizigers station Sauheid | Tabel: aantal instappende reizigers station Sauheid |
|                                                     | Weekdag                                             | Zaterdag                                            | Zondag                                              |
| --------------------------------------------------- | --------------------------------------------------- | --------------------------------------------------- | --------------------------------------------------- |
| 1977                                                | 4                                                   | 2                                                   | 0                                                   |
| 1978                                                | 14                                                  | 2                                                   | 0                                                   |
| 1979                                                | 14                                                  | 0                                                   | 0                                                   |
| 1980                                                | 5                                                   | 0                                                   | 0                                                   |
| 1981                                                | 6                                                   | 1                                                   | 0                                                   |
| 1982                                                | 2                                                   | 0                                                   | 0                                                   |
| 1983                                                | 2                                                   | 0                                                   | 0                                                   |

0,0: Angleur ·
1,2: Streupas ·
2,7: Sauheid ·
4,7: Colonster ·
5,3: Sainval ·
6,9: Tilff ·
10,2: Méry ·
11,6: Hony ·
12,6: Esneux ·
14,2: Souverain-Pré ·
15,2: La Gombe ·
16,3: Poulseur ·
18,0: Chanxhe ·
20,1: Rivage ·
21,0: Comblain-au-Pont ·
23,4: Comblain-la-Tour ·
29,4: Hamoir ·
33,4: Sy ·
37,1: Bomal ·
40,4: Barvaux ·
44,2: Biron ·
49,9: Melreux-Hotton ·
54,0: Marenne ·
58,7: Marche-en-Famenne ·
62,0: Marloie